# خاصية تصحيح الخطأ
خاصية تصحيح الخطأ (بالإنجليزية: Forward error correction)‏ وتختصر إلى (FEC) وهي مصطلح في الاتصال عن بعد، ونظرية المعلومات، ونظرية التكويد هذه التقنية تستخدم للسيطرة على الأخطاء وإصلاحها أثناء نقل البيانات عبر قنوات إتصال غير موثوق بها أو صاخبة (noisy communication channels)، حيث تُعد الفكرة الرئيسية لهذه الخاصية هي أن المُرسل يُشفر رسالته بطريقة التكرار باستخدام رمز تصحيح الخطأ (ECC).
وقد كان لعالم الرياضيات الأمريكي ريتشارد هامينغ السَبق في هذا المجال في الأربعينيات، حيث اخترع أول رمزٍ لتصحيح الخطأ عام 1950: وهو رمز (7,4) هامينج «Hamming (7,4) code»، ويتيح التكرار للمُستَلم أن يتعرف على الأخطاء المحدودة التي قد توجد في أي مكان في الرسالة، ويسمح أيضًا في أغلب الأوقات بتصحيح هذه الأخطاء دون إعادة الإرسال، كما تُمكّن خاصية تصحيح الخطأ المُستقبل من تصحيح الأخطاء دون الحاجة للجوء إلى قناة عكسية لطلب إعادة إرسال البيانات، ولكن بتكلفة عرض نطاق ترددي أعلى لقناة مُثبتة. ولذلك يتم تطبيق خاصية تصحيح الخطأ عندما تكون إعادة الإرسال مكلّفة أو مستحيلة مثل: خطوط الإتصال أحادية-الاتجاه، وعندما يكون البث لأكثر من مستلم في الإرسال المتعدد (multicast). وتتم إضافة المعلومات الخاصة بخاصية تصحيح الخطأ إلى أجهزة التخزين الشامل لتسهيل استعادة البيانات التالفة، وتُستخدم بشكلٍ أوسع في أجهزة المودم.
ويتم تطبيق معالجة خاصية تصحيح الخطأ في المُستلم على تيار رقمي أو على إزالة التضمين التابعة لحامل مُعَدل رقميًا. وبالنسبة للأخير، تُعد خاصية تصحيح الخطأ جزءًا من المحول القياسي إلى الرقمي الأولي عند المُستقبل. ينفذ مفكك الرموز الذي يستخدم خوارزمية فيتربي (Viterbi decoder) خوارزمية سهلة الفهم لفك ترنيم البيانات الرقمية من على الإشارة القياسية التي أفسدها الضجيج. يستطيع العديد من واضعي رموز خاصية تصحيح الخطأ إظهار إشارة تدل على معدل الأخطاء الصغيرة (BER) والتي يمكن أن تستخدم كتغذية مرجعية موالِفة لإلكترونيات الاستلام القياسية.
يتم تحديد أقصى عدد من أخطاء الأجزاء المفقودة التي يمكن تصحيحها أثناء تصميم رمز خاصية تصحيح الخطأ، لذلك تختلف رموز خواص تصحيح الخطأ لتتناسب مع جميع الظروف.

## كيف تعمل
كما يضاف إلى خاصية تصحيح الخطأ تكرار المعلومات المرسلة باستخدام خوارزمية مُجهزة سابقًا. قد تكون وحدة المعلومات المكررة وظيفةً صعبة على كثير من وحدات المعلومات الأصلية. قد تظهر المعلومات الأصلية حرفيًا أو لا تظهر في المخرج المشفر؛ فالشفرات التي تقوم بإدراج المُدخلات غير المعدلة في المُخرجات هي انتظامية، بينما تكون الشفرات التي لا تقوم بعملية الإدراج للمُدخلات في المُخرجات غير انتظامية.
وكمثالٍ بسيط على خاصية تصحيح الخطأ تُرسل كل وحدة بيانات ثلاث مرات، وهو ما يُعرف ب (3,1) رمز التكرار. حيث يستطيع المُستلم أن يرى 8 نسخ من المخرج خلال القناة الصاخبة، راجع الجدول أدناه.
| الثلاثية المُستلمة | تم تفسيرها كالتالي |
| ----------------- | ------------------ |
| 000               | 0 (خالٍ من الخطأ)   |
| 001               | 0                  |
| 010               | 0                  |
| 100               | 0                  |
| 111               | 1 (خالٍ من الخطأ)   |
| 110               | 1                  |
| 101               | 1                  |
| 011               | 1                  |

وهذا يسمح بأن يتم تصحيح الخطأ في أي نموذج من النماذج الثلاثة عن طريق «تصويت الأغلبية» أو «التصويت الديمقراطي». تصل قدرة التصحيح في خاصية تصحيح الخطأ سالفة الذكر إلى:
- وحدة معلومات واحدة من الثلاثية التي وقع بها الخطأ، أو
- وحدتين من المعلومات المحذوفة من الثلاثية (هذه الحالات غير موجودة بالجدول).

وبالرغم من سهولة تنفيذه وانتشاره، إلا أن هذا التكرار المعياري الثلاثي يعتبر رمزًا غير كفؤ نسبيًا لخاصية تصحيح الخطأ. تقوم رموز خاصية تصحيح الخطأ الأفضل بفحص وحدات المعلومات المستلمة سابقًا، فيمكن أن تقوم بفحص الاثنتي عشرة وحدة الأخيرة، أو حتى المائة وحدة الأخيرة لتتمكن من فك رموز الوحدات الصغيرة الجديدة (في مجموعات من 2 إلى 8 وحدات).

## معدل الضجيج وعلاقته بتقليل الأخطاء
يمكن أن يُقال على خاصية تصحيح الخطأ أنها تعمل «بمعدل الضوضاء»، حيث إن كل وحدة معلومات تؤثر على كثير من الرموز المرسلة، ففساد بعض الرموز بسبب الضجيج يتيح عادةً لبيانات المستخدم الأصلية بأن تُستخرج من الرموز المستلمة الأخرى غير الفاسدة والتي تعتمد أيضًا على نفس بيانات المستخدم.
- بسبب هذا التأثير الناتج عن «تجمع المخاطر»، تقرر أنظمة الاتصال الرقمية التي تستخدم خاصية تصحيح الخطأ أن تحدد حداً أدنى لمستوى تناسب الإشارة-مع-الضجيج وتعمل فيما فوقه وليس أقل منه مطلقًا.
- هذا هو اتجاه الكل أو لا شيء — حيث أصبح التأثير الرقمي — أفضل حيث تستخدم رموز أقوى وهذا أفضل من المفهوم النظري نظرية ترميز قنوات الضجيج (Shannon limit).
- يقلل تداخل البيانات المشفرة لخاصية تصحيح الخطأ خصائص الكل أو لا شيء لرموز خاصية تصحيح الخطأ المرسلة عندما يحدث انفجار أخطائي لأخطاء القناة. ومع ذلك، يوجد لهذه الطريقة شروط، حيث يفضّل تطبيقها على بيانات المدى الضيق.

تستخدم معظم أنظمة الاتصال عن بعد رمز قناة ثابت مُصمم لقبول أسوأ الحالات من معدل أخطاء وحدات المعلومات، ثم تفشل في العمل نهائيًا إذا كان معدل الأخطاء أسوء من المتوقع.
ومع ذلك، تتكيف بعض الأنظمة مع ظروف أخطاء القناة المُعطاة:
يستخدم طلب التكرار الآلي الهجين (hybrid automatic repeat-request) خاصية تصحيح أخطاء ثابتة طالما تستطيع هذه الخاصية التعامل مع معدل الأخطاء، ولكن إذا أصبح معدل الأخطاء عالياً جدًا، يتم التحويل إلى طلب التكرار الآلي (Automatic Repeat Request)ARQ ،
يستخدم التعديل والترميز التكيفي مجموعة من معدلات خاصية تصحيح الخطأ، ويضيف المزيد منها للحزمة عندما تكون معدلات الخطأ أعلى في القناة، أو يتخلص منها عند عدم الحاجة إليها.

## أنواع خاصية تصحيح الخطأ
تتمثل الفئتان الأساسيتان من رموز خاصية تصحيح الخطأ في التالي: فئة رمز القالب (block code) الرمز التحويلي (convolutional code).
- تعمل فئة رموز القوالب على قوالب (حزم) ثابتة الحجم من وحدات المعلومات أو الرموز (symbols) التي تم تحديد حجمها مسبقًا. يمكن أن يتم حل رموز القوالب العملية في الوقت المتعدد الحدود (polynomial time) إلى طول قوالبها.
- تعمل الرموز التحويلية على تيارات وحدات المعلومات أو الرموز ذات الطول الثابت لا تتغير. ويتم فكها غالبًا بواسطة خوارزمية فيتربي، ويمكن أيضًا استخدام خوارزميات أخرى أحيانًا. حيث أن خوارزمية فيتربي لفك الرموز تعطي الكفاءة الأفضل والأقرب لفك الرموز وتزيد من طول الرمز التحويلي الثابت، ولكن بتكلفة الوقت الأسي المتزايد. يمكن تحويل الرمز التحويلي إلى رمز قالب عن طريق "tail-biting"، إذا كان هناك رغبة في ذلك.

توجد أنواع كثيرة لرمز القالب، ولكن الرمز الأكثر ملاحظةً بين الأنواع الكلاسيكية هو مصحح الخطأ ريد-سولومون (Reed-Solomon error correction) بسبب كثرة استخدامه في القرص المضغوط، وفي الدي في دي (DVD)، وفي مشغل القرص الصلب. ومن الأمثلة الأخرى لرموز القوالب، رمز جولاي (Golay)، رمز بي سي إتش (BCH code)، التكافؤ متعدد الأبعاد (Multidimensional parity)، ورمز هامينج.
يستخدم رمز هامينج إي سي سي (Hamming ECC) عادةً لتصحيح أخطاء بطاقة الذاكرة ناند (NAND flash). ويوفر ذلك مصحح خطأ وحدة معلومات واحدة ومكتشف خطأ وحدتي معلومات. تناسب رموز هامينج خلية المستوى الواحد الموثوقة بشكل أكبر (SLC) NAND فقط. تتطلب الخلية متعددة المستويات (MLC) الأكثر كثافة في ذاكرة ناند رمزًا أقوى لتصحيح الأخطاء المتعددة مثل البي سي إتش أو الريد سولومون[محل شك].
عادةً ما يتم تنفيذ رموز القوالب الكلاسيكية باستخدام خوارزميات القرار الصعب ، مما يعني أنه يتم اتخاذ قرار صعب لكل إشارة إدخال وإخراج وهذا القرار هو الحيرة بين الإرسال إلى وحدة معلومات واحدة أو إلى لا شيء. والعكس أن خوارزميات القرار السهل مثل الإشارات القياسية لعملية مفكك الرمز فيتربي، والتي تسمح بمعدل تصحيح أخطاء أعلى من تفكيك الرمز عن طريق خوارزميات القرار الصعب.
تطبق جميع رموز القوالب الكلاسيكية تقريبًا الخصائص الجبرية الخاصة بمجال يسمى المجال المحدود.
في الطبقات العليا، يكون حل خاصية تصحيح الخطأ لمشكلة مستويات بث أجهزة المحمول هو رمز الرابتور (Raptor code) أو الرابتور كيو (RaptorQ).
غالبًا ما تصحح خاصية تصحيح الخطأ، انعكاسات وحدة المعلومات فقط وليس إدراجها أو مسحها.
وفي هذا الضبط، تكون مسافة هامينج هي الطريقة المناسبة لقياس معدل خطأ وحدة المعلومات.
تم تصميم بعض خواص تصحيح الخطأ لتقوم بتصحيح إدراج وحدة المعلومات ومسحها، مثل رموز ماركر (Marker Codes) ورموز ووترمارك (Watermark Codes).
وفي حالة استخدام مثل هذه الرموز تكون مسافة ليفينشتاين (Levenshtein distance) هي الأكثر مناسبةً لقياس معدل خطأ وحدة المعلومات.

## تستخدم رموز خاصية تصحيح الخطأ المتصلة لتحسين الأداء
غالبًا ما يتم الجمع بين رموز القوالب الكلاسيكية (الجبرية) والرموز التحويلية في خطط ترميز متصلة، يقوم فيها الرمز التحويلي القصير ذو الطول الثابت ومفكك فيتربي، بأغلب الوظائف، ويتخلص فيها رمز القالب (عادةً ريد-سولومون) ذو الحجم الرمزي وطول القالب الأكبر، من أي أخطاء قام بها مفكك الرمز التحويلي. عملية واحدة لهذه العائلة من رموز تصحيح الخطأ يمكن أن تخلف معدلات أخطاء منخفضة جدًا، ولكن يُنصح بتكرار العملية في حالة الإرسال على المدى البعيد (مثل: عمق المسافة).
الرموز المتصلة مناسبة للتطبيق العملي في الأقمار الصناعية واتصالات المسافات البعيدة حيث استخدمت رحلة 2 هذه التقنية أول مرة عام 1986 أثناء الذهاب إلى كوكب أورانوس. استخدمت سفينة جاليليو (Galileo) الفضائية الرموز المتصلة وقامت بتكرار العملية لتقوم بتعويض معدلات الخطأ العالية جدًا بسبب ظروف انعدام الهواء.